# Convocazioni al campionato mondiale femminile under 20 di pallavolo 2011
Elenco delle giocatrici convocate per il campionato mondiale under 20 2011.

## Belgio
| N° | Nome                | Ruolo | Data di nascita | Squadra            |
| -- | ------------------- | ----- | --------------- | ------------------ |
| -  | Julien van de Vyver | All   | -               | -                  |
| 1  | Lise Van Hecke      | S/O   | 5 luglio 1992   | Asteríx Kieldrecht |
| 2  | Britt Ruysschaert   | L     | 27 maggio 1994  | Vilvoorde          |
| 6  | Delfien Brugman     | -     | 9 luglio 1992   | Vilvoorde          |
| 7  | Lorena Cianci       | -     | 25 maggio 1994  | Tchalou            |
| 8  | Elien Ruysschaert   | C     | 28 luglio 1992  | Vilvoorde          |
| 9  | Ilka van de Vyver   | P     | 26 gennaio 1993 | Asteríx Kieldrecht |
| 11 | Sophie Van Nimmen   | -     | 12 maggio 1992  | Vilvoorde          |
| 12 | Linde Hervent       | C     | 8 maggio 1994   | Oudegem            |
| 15 | Tara Lauwers        | P     | 4 dicembre 1992 | Datovoc Tongeren   |
| 16 | Lotte Penders       | S     | 15 aprile 1993  | Datovoc Tongeren   |
| 17 | Sarah Coppens       | C     | 7 luglio 1994   | Kruikenburg        |
| 18 | Valérie El Houssine | -     | 17 agosto 1993  | Mosan Yvoir        |

## Brasile
| N° | Nome               | Ruolo | Data di nascita   | Squadra        |
| -- | ------------------ | ----- | ----------------- | -------------- |
| -  | Luizomar de Moura  | All   | -                 | -              |
| 2  | Sthefanie Paulino  | -     | 4 marzo 1993      | Minas          |
| 3  | Francynne Jacintho | -     | 16 luglio 1992    | Minas          |
| 5  | Juliana Carrijo    | P     | 25 febbraio 1992  | São Caetano    |
| 6  | Carolina Freitas   | -     | 17 gennaio 1992   | Rio de Janeiro |
| 8  | Isabela Paquiardi  | -     | 3 aprile 1992     | São Caetano    |
| 9  | Ana Beatriz Corrêa | C     | 7 febbraio 1992   | Praia Clube    |
| 10 | Samara de Almeida  | -     | 16 luglio 1992    | Osasco         |
| 11 | Priscila Heldes    | -     | 27 marzo 1992     | Mackenzie      |
| 12 | Gabriela de Souza  | -     | 14 dicembre 1993  | Macaé          |
| 14 | Marjorie Correa    | -     | 12 settembre 1992 | Macaé          |
| 16 | Sonaly Sidrão      | -     | 20 giugno 1993    | -              |
| 18 | Thais Saraiva      | L     | 28 febbraio 1992  | São Bernardo   |

## Cina
| N° | Nome          | Ruolo | Data di nascita   | Squadra          |
| -- | ------------- | ----- | ----------------- | ---------------- |
| -  | Xu Jiande     | All   | -                 | -                |
| 2  | Qi Qang       | -     | 22 settembre 1993 | Bayi             |
| 3  | Yanchi Pi     | S     | 23 febbraio 1993  | Guangdong Hengda |
| 5  | Zhou Yang     | C     | 21 aprile 1992    | Zhejiang         |
| 6  | Yao Di        | P     | 15 agosto 1992    | Tianjin          |
| 8  | Zhang Xiaoya  | C     | 4 ottobre 1992    | Sichuan          |
| 9  | Yang Fangxu   | -     | 6 ottobre 1994    | Shandong         |
| 10 | Huimin Wang   | -     | 11 novembre 1992  | Zhejiang         |
| 11 | Peixin Liu    | C     | 23 aprile 1993    | Bayi             |
| 12 | Long Cheng    | -     | 10 gennaio 1995   | Shandong         |
| 13 | Xiangchen Fan | -     | 8 luglio 1993     | Henan            |
| 14 | Lin Li        | L     | 5 luglio 1992     | Fujian           |
| 18 | Mingjuan Liu  | S     | 9 gennaio 1992    | Bayi             |

## Corea del Sud
| N° | Nome             | Ruolo | Data di nascita  | Squadra             |
| -- | ---------------- | ----- | ---------------- | ------------------- |
| -  | Gi-Ju Park       | All   | -                | -                   |
| 1  | Yeon-Gyeong Shin | S     | 9 marzo 1994     | Sunmyung Girls' HS  |
| 3  | Na-Yeon Lee      | P     | 25 marzo 1992    | IBK Altos           |
| 4  | Hee-Sun Cha      | P     | 15 gennaio 1993  | KGC Ginseng         |
| 5  | Seung-Ju Pyo     | C     | 7 agosto 1992    | Korea Expressway    |
| 6  | Eon-Hye Kim      | S     | 13 aprile 1992   | GS Caltex Seoul     |
| 7  | Eun-Ji Choi      | S     | 7 giugno 1992    | IBK Altos           |
| 8  | You-Jeong Choi   | C     | 17 ottobre 1992  | Joongang Women's HS |
| 11 | Yu-Hwa Kwak      | S     | 10 dicembre 1993 | Sunmyung Girls' HS  |
| 12 | Ju-Ha Kim        | L     | 24 aprile 1992   | Hyundai Hillstate   |
| 13 | Ji-Soo Kim       | S     | 27 ottobre 1992  | IBK Altos           |
| 16 | Ran Noh          | L     | 17 marzo 1994    | Hanil Girls' HS     |
| 18 | Young-Eun Jang   | C     | 30 ottobre 1993  | Kyungnam Women's HS |

## Cuba
| N° | Nome              | Ruolo | Data di nascita  | Squadra             |
| -- | ----------------- | ----- | ---------------- | ------------------- |
| -  | Wilfredo Robinson | All   | -                | -                   |
| 1  | Heidy Rodríguez   | S/O   | 24 giugno 1993   | Villa Clara         |
| 2  | Regla Gracia      | S/O   | 28 maggio 1993   | Camagüey            |
| 4  | Yamila Hernández  | P     | 8 novembre 1992  | Ciudad Habana       |
| 5  | Yunieska Robles   | S/O   | 21 marzo 1993    | Isla de la Juventud |
| 7  | Maria Wilson      | -     | 7 febbraio 1992  | Camagüey            |
| 9  | Yaremi Mendaro    | -     | 21 aprile 1994   | Ciudad Habana       |
| 11 | Cheila Cardona    | -     | 1º giugno 1992   | Holguín             |
| 12 | Dayami Sanchez    | L     | 14 marzo 1994    | Ciudad Habana       |
| 14 | Sulian Matienzo   | S     | 14 dicembre 1994 | Ciudad Habana       |
| 15 | Beatriz Vilchez   | -     | 29 gennaio 1995  | Cienfuegos          |
| 16 | Yalenny Diaz      | -     | 14 ottobre 1995  | Villa Clara         |
| 18 | Daimi Valdes      | -     | 2 gennaio 1993   | Pinar del Río       |

## Egitto
| N° | Nome               | Ruolo | Data di nascita  | Squadra    |
| -- | ------------------ | ----- | ---------------- | ---------- |
| -  | Mohamed Ashour     | All   | -                | -          |
| 4  | Kenzie Assem       | -     | 30 aprile 1994   | Heliopolis |
| 6  | Laila Abdelhamid   | -     | 5 agosto 1995    | Heliopolis |
| 8  | Nehal Ahmed        | L     | 25 gennaio 1993  | El Shams   |
| 9  | Shorouk Mahmoud    | -     | 20 gennaio 1992  | Al-Ahly    |
| 10 | Farida El Askalany | -     | 14 febbraio 1995 | Heliopolis |
| 11 | Aya Elshamy        | -     | 27 novembre 1995 | El Shams   |
| 12 | Yasmin Hussein     | -     | 2 dicembre 1992  | -          |
| 13 | Nirmeen Seifelnasr | -     | 17 luglio 1992   | Al-Ahly    |
| 16 | Farah Ahmed        | -     | 12 luglio 1993   | El Shams   |
| 17 | Randa Radwan       | -     | 15 maggio 1993   | -          |
| 18 | Rana Elgohry       | -     | 22 dicembre 1994 | Al-Ahly    |
| 19 | Laila Mahfouz      | P     | 27 luglio 1994   | -          |

## Giappone
| N° | Nome              | Ruolo | Data di nascita   | Squadra           |
| -- | ----------------- | ----- | ----------------- | ----------------- |
| -  | Yasuhiro Fukuda   | All   | -                 | -                 |
| 1  | Fumika Moriya     | C     | 7 aprile 1992     | Pioneer Red Wings |
| 2  | Mari Horikawa     | S/O   | 3 maggio 1992     | Toray Arrows      |
| 3  | Saori Kaneko      | S     | 9 maggio 1992     | NEC Red Rockets   |
| 4  | Azusa Futami      | C     | 15 maggio 1992    | Toray Arrows      |
| 6  | Kana Ōno          | C     | 30 giugno 1992    | NEC Red Rockets   |
| 7  | Mirei Sasaki      | S     | 29 luglio 1992    | Hitachi Rivale    |
| 8  | Yukiko Yanagidani | P     | 7 agosto 1992     | -                 |
| 9  | Yumiko Mochimaru  | S     | 16 settembre 1992 | Pioneer Red Wings |
| 10 | Sumiko Mori       | L     | 26 settembre 1992 | -                 |
| 11 | Aya Yamakami      | S     | 16 settembre 1992 | -                 |
| 12 | Mizuki Minami     | P     | 19 febbraio 1993  | Hisamitsu Springs |
| 14 | Shiori Murata     | S     | 23 giugno 1992    | Hisamitsu Springs |

## Italia
| N° | Nome              | Ruolo | Data di nascita  | Squadra       |
| -- | ----------------- | ----- | ---------------- | ------------- |
| -  | Marco Mencarelli  | All   | -                | -             |
| 1  | Floriana Bertone  | C     | 19 novembre 1992 | Club Italia   |
| 2  | Sara Alberti      | C     | 3 gennaio 1993   | Bergamo       |
| 4  | Marika Bianchini  | S/O   | 23 aprile 1993   | Villa Cortese |
| 7  | Giulia Pisani     | C     | 4 giugno 1992    | Club Italia   |
| 8  | Laura Baggi       | S     | 2 gennaio 1992   | Club Italia   |
| 10 | Carolina Zardo    | L     | 16 novembre 1992 | Asystel       |
| 11 | Erica Vietti      | P     | 11 novembre 1992 | Club Italia   |
| 12 | Letizia Camera    | P     | 1º ottobre 1992  | Asystel       |
| 13 | Valentina Diouf   | S/O   | 10 gennaio 1993  | Club Italia   |
| 14 | Caterina Bosetti  | S     | 2 febbraio 1994  | Villa Cortese |
| 16 | Chiara Scarabelli | S     | 8 settembre 1993 | River         |
| 17 | Silvia Lotti      | S     | 17 giugno 1992   | Santa Croce   |

## Perù
| N° | Nome                   | Ruolo | Data di nascita   | Squadra           |
| -- | ---------------------- | ----- | ----------------- | ----------------- |
| -  | Natalia Málaga         | All   | -                 | -                 |
| 2  | Branda Uribe           | -     | 11 dicembre 1993  | Alianza Lima      |
| 3  | Grecia Herrada         | -     | 13 marzo 1993     | Deportivo Géminis |
| 5  | Vivian Baella          | -     | 3 agosto 1992     | Regatas Lima      |
| 6  | Alexandra Muñoz        | -     | 16 agosto 1992    | Divino Maestro    |
| 7  | Lisset Sosa            | -     | 26 giugno 1992    | Universitario     |
| 8  | Mabel Olemar           | -     | 10 maggio 1993    | Divino Maestro    |
| 9  | Raffaella Camet        | -     | 14 settembre 1992 | Sporting Cristal  |
| 10 | Ginna Lopez            | -     | 28 maggio 1994    | Deportivo Jaamsa  |
| 11 | Clarivett Yllescas     | -     | 11 agosto 1993    | Regatas Lima      |
| 13 | Danae Carranza         | -     | 4 giugno 1994     | Deportivo Géminis |
| 14 | Diana Gonzales         | -     | 12 gennaio 1992   | Sporting Cristal  |
| 16 | María de Fátima Acosta | L     | 25 maggio 1992    | Deportivo Géminis |

## Polonia
| N° | Nome                  | Ruolo | Data di nascita | Squadra            |
| -- | --------------------- | ----- | --------------- | ------------------ |
| -  | Grzegorz Kosatka      | All   | -               | -                  |
| 1  | Justyna Sosnowska     | C     | 14 giugno 1992  | Pałac Bydgoszcz    |
| 4  | Ewelina Mikołajewska  | S     | 20 giugno 1992  | Rumia              |
| 5  | Gabriela Jasińska     | P     | 14 luglio 1992  | SMS PZPS Sosnowiec |
| 6  | Emilia Kajzer         | P     | 10 marzo 1992   | SMS PZPS Sosnowiec |
| 7  | Anna Grejman          | S     | 8 giugno 1993   | SMS PZPS Sosnowiec |
| 8  | Anna Lozowska         | -     | 16 marzo 1993   | Gedania            |
| 10 | Aleksandra Sikorska   | C     | 28 aprile 1993  | Sparta Warszawa    |
| 11 | Ewa Śliwińska         | S     | 27 aprile 1993  | Sparta Warszawa    |
| 13 | Emilia Mucha          | S     | 7 dicembre 1993 | Pałac Bydgoszcz    |
| 15 | Dorota Medyńska       | L     | 25 aprile 1993  | SMS PZPS Sosnowiec |
| 16 | Zuzanna Czyżnielewska | S/O   | 24 aprile 1992  | SMS PZPS Sosnowiec |
| 18 | Koleta Łyszkiewicz    | S     | 22 gennaio 1993 | SMS PZPS Sosnowiec |

## Rep. Dominicana
| N° | Nome              | Ruolo | Data di nascita   | Squadra       |
| -- | ----------------- | ----- | ----------------- | ------------- |
| -  | Wagner Pacheco    | All   | -                 | -             |
| 1  | Marianne Fersola  | C     | 16 gennaio 1992   | Mirador       |
| 3  | Zoraida Heredia   | -     | 5 agosto 1992     | Mirador       |
| 5  | Brenda Castillo   | L     | 5 giugno 1992     | San Cristóbal |
| 6  | Ana Binet         | L     | 9 febbraio 1992   | Club Malanga  |
| 7  | Kirsi De la Cruz  | -     | 25 settembre 1992 | Mirador       |
| 8  | Cándida Arias     | C     | 11 marzo 1992     | San Cristóbal |
| 9  | Alicia Moreno     | -     | 25 aprile 1992    | Mirador       |
| 10 | Yeniffer Ramirez  | P     | 17 marzo 1993     | Mirador       |
| 11 | Yonkaira Peña     | S     | 10 maggio 1993    | Mirador       |
| 12 | Gabriela Reyes    | -     | 6 novembre 1992   | Mirador       |
| 15 | Brayelin Martínez | S/O   | 11 settembre 1996 | Mirador       |
| 18 | Luz Nuñez         | C     | 26 luglio 1994    | Ricardo Arias |

## Russia
| N° | Nome                  | Ruolo | Data di nascita  | Squadra           |
| -- | --------------------- | ----- | ---------------- | ----------------- |
| -  | Vadim Kir'janov       | All   | -                | -                 |
| 1  | Marina Ivonkina       | C     | 6 gennaio 1992   | Luč Mosca         |
| 2  | Yana Manzyuk          | C     | 20 aprile 1992   | Luč Mosca         |
| 3  | Ekaterina Petrova     | -     | 27 novembre 1993 | Leningradka 2     |
| 4  | Ekaterina Lavrova     | S     | 4 novembre 1992  | Universitet-Vizit |
| 5  | Alina Yaroshik        | S     | 14 maggio 1992   | Luč Mosca         |
| 10 | Valerya Safonova      | S     | 28 marzo 1992    | Uraločka          |
| 11 | Anastasia Lyapushkina | P     | 8 aprile 1992    | Luč Mosca         |
| 12 | Anastasia Anufrienko  | P     | 18 febbraio 1993 | Dinamo Krasnodar  |
| 13 | Anastasia Bavykina    | S     | 6 luglio 1992    | Zareč'e Odincovo  |
| 15 | Alla Galeeva          | L     | 15 aprile 1992   | Luč Mosca         |
| 16 | Alena Golosnova       | L     | 29 giugno 1992   | Uraločka          |
| 17 | Natal'ja Malych       | S/O   | 8 dicembre 1993  | Volžanočka        |

## Serbia
| N° | Nome                  | Ruolo | Data di nascita  | Squadra          |
| -- | --------------------- | ----- | ---------------- | ---------------- |
| -  | Ratko Pavličević      | All   | -                | -                |
| 1  | Bianka Buša           | S     | 25 luglio 1994   | Vizura           |
| 2  | Jadranka Budrović     | C     | 5 maggio 1992    | Stella Rossa     |
| 3  | Aleksandra Cvetićanin | S     | 5 aprile 1993    | Spartak Subotica |
| 4  | Ljubica Kecman        | S     | 10 dicembre 1993 | Stella Rossa     |
| 5  | Maja Savić            | C     | 14 agosto 1993   | Vizura           |
| 6  | Ivana Luković         | S/O   | 18 luglio 1992   | Sirio Perugia    |
| 8  | Ljiljana Ranković     | S     | 8 aprile 1993    | Vizura           |
| 9  | Danica Radenković     | P     | 9 ottobre 1992   | Klek Srbijašume  |
| 10 | Jelena Medarević      | P     | 24 aprile 1992   | Stella Rossa     |
| 11 | Ana Bjelica           | S     | 3 aprile 1992    | Stella Rossa     |
| 12 | Jovana Stevanović     | C     | 30 giugno 1992   | Stella Rossa     |
| 14 | Teodora Pušić         | L     | 12 marzo 1993    | Stella Rossa     |

## Slovacchia
| N° | Nome                  | Ruolo | Data di nascita   | Squadra              |
| -- | --------------------- | ----- | ----------------- | -------------------- |
| -  | Marek Rojko           | All   | -                 | -                    |
| 2  | Simona Lukáčová       | -     | 24 ottobre 1992   | UKF Nitra            |
| 3  | Romana Hudeková       | -     | 21 settembre 1993 | UKF Nitra            |
| 4  | Dominika Drobňáková   | -     | 4 giugno 1992     | UKF Nitra            |
| 5  | Karin Palgutová       | S/O   | 12 febbraio 1993  | Doprastav Bratislava |
| 7  | Tatiana Crkoňová      | C     | 7 gennaio 1992    | Doprastav Bratislava |
| 10 | Simona Kóšová         | C     | 27 marzo 1992     | Slávia Bratislava    |
| 11 | Nina Herelová         | C     | 30 luglio 1993    | Slávia Bratislava    |
| 12 | Nikola Radosová       | S     | 3 maggio 1992     | Schwechat Post       |
| 13 | Romana Krišková       | S/O   | 2 maggio 1993     | Slávia Bratislava    |
| 15 | Lucia Nikmonová       | L     | 13 ottobre 1993   | UKF Nitra            |
| 16 | Jaroslava Smataniková | P     | 5 gennaio 1992    | Slávia Bratislava    |
| 18 | Maria Kostelanská     | -     | 8 gennaio 1993    | Považská Bystrica    |

## Stati Uniti
| N° | Nome              | Ruolo | Data di nascita   | Squadra             |
| -- | ----------------- | ----- | ----------------- | ------------------- |
| -  | Robert Browning   | All   | -                 | -                   |
| 1  | Hannah Allison    | P     | 15 giugno 1992    | Texas               |
| 2  | Stephanie Holthus | S     | 25 agosto 1992    | Northwestern        |
| 3  | Natalie Hagglund  | L     | 1º luglio 1992    | Southern California |
| 4  | Lauren Plum       | P     | 17 settembre 1992 | Oregon              |
| 6  | Haleigh Hampton   | C     | 30 settembre 1992 | CSU Long Beach      |
| 7  | Haley Eckerman    | S/O   | 10 novembre 1992  | Texas               |
| 9  | Kelly Reeves      | S     | 8 aprile 1992     | UC Los Angeles      |
| 10 | Sallie McLaurin   | C     | 14 febbraio 1992  | Oklahoma            |
| 11 | Moneshia Simmons  | S     | 9 febbraio 1992   | Clemson             |
| 15 | Madelyn Hutson    | C/O   | 20 agosto 1992    | Texas               |
| 16 | Andrea McHugh     | S     | 18 agosto 1992    | Notre Dame          |
| 17 | Carly Wopat       | C     | 13 ottobre 1992   | Stanford            |

## Tunisia
| N° | Nome                | Ruolo | Data di nascita  | Squadra              |
| -- | ------------------- | ----- | ---------------- | -------------------- |
| -  | Slim Ben Kaid       | All   | -                | -                    |
| 1  | Ahlem Trayi         | L     | 30 gennaio 1993  | Sfaxien              |
| 2  | Khouloud Sammoud    | S     | 22 gennaio 1995  | Olympique de Kélibia |
| 3  | Rim Missaoui        | C     | 11 gennaio 1994  | Sfaxien              |
| 5  | Nihel Kebaier       | P     | 8 agosto 1993    | El Haouaria          |
| 6  | Nourelhouda Othmani | S     | 2 dicembre 1992  | Chatt                |
| 7  | Meriem Boukadida    | P     | 21 dicembre 1993 | Chatt                |
| 10 | Rahma Snoussi       | C     | 8 agosto 1992    | Olympique Béja       |
| 11 | Maroua Boughanmi    | S     | 16 marzo 1992    | El Hadika            |
| 12 | Ghalia Ouderni      | -     | 6 ottobre 1993   | -                    |
| 15 | Marwa Abeidi        | S     | 23 febbraio 1992 | El Hadika            |
| 16 | Feriel Dridi        | S     | 9 maggio 1992    | Saydia               |
| 18 | Hayfa Aidi          | C     | 19 agosto 1993   | Chatt                |